# Suceava megye
Suceava megye (magyarul: Szucsáva megye) közigazgatási egység Romániában, az ország északi részén, a Bukovina és Moldva történelmi régiók határán. 8553 km²-es területével Románia 2. legnagyobb megyéje, az ország teljes területének mintegy 3,6%-át teszi ki. Lakossága közel 640 ezer fő, amellyel Románia 8. legnépesebb megyéje, a teljes népesség körülbelül 3,3%-át adja. A megye népsűrűsége az országos átlag alatt van, főként hegyvidéki és dombvidéki jellegéből adódóan.
Északon Ukrajna, keleten Botoșani megye, délkeleten Iași megye, délen Neamț és Hargita megye, délnyugaton Maros megye, nyugaton pedig Beszterce-Naszód és Máramaros megyék határolják. Székhelye Szucsáva városa, amely fontos történelmi és kulturális központ, valamint egykoron a Moldva Fejedelemség fővárosa volt. További jelentős városai közé tartozik Falticsén, Radóc, Moldvahosszúmező, valamint a turisztikailag kiemelt Dornavátra.
Földrajzilag változatos a megye, területét nyugaton a Keleti-Kárpátok hegyvonulatai, középső részét dombvidékek, keleten pedig sík területek jellemzik. A megye számos folyóval rendelkezik, köztük a Siret és a Szucsáva folyóval. Éghajlata mérsékelt kontinentális, hosszú, hideg telekkel és enyhe, csapadékos nyarakkal. Természetföldrajzi adottságai révén jelentős az erdőgazdálkodás, a turizmus, valamint a mezőgazdaság (elsősorban tejgazdaság és burgonyatermesztés).
Emellett gazdag történelmi múlttal rendelkezik. A középkorban Moldva egyik központi régiója volt, és több moldvai fejedelem, köztük Stefan cel Mare (Nagy István) is itt uralkodott. A térség különösen híres a világörökség részét képező festett kolostorairól – mint Voroneț, Humor, Moldovița és Sucevița –, amelyek a román ortodox művészet és építészet kiemelkedő példái. A 18–19. században a Habsburg Birodalom uralma alatt Bukovina része volt, ami hozzájárult a régió multikulturális karakteréhez, német, lengyel, zsidó, rutén és magyar közösségekkel. A 20. század során, különösen a kommunista időszakban, jelentős iparosítás zajlott a megyében, főként fafeldolgozás, textilipar és könnyűipar terén. Napjainkban a megye gazdasága vegyes, de kiemelt szerepe van a turizmusnak, különösen a történelmi és vallási örökség, valamint a természeti tájak miatt.

Suceava megye Románia területén

## Nevének eredete
A megye nevének eredete a Szucsáva-folyó nevéből származik, amely áthalad a megye központi részén, beleértve a megyeszékhely Szucsávát is. A név eredete nem teljesen tisztázott, több elmélet is létezik:
1. Szláv eredet:  A legelterjedtebb nyelvészeti elmélet szerint a Suceava név szláv eredetű, és a „sucha” (száraz) vagy „sucha voda” (száraz víz, kis vizű patak) kifejezésből származik, ami utalhatott a folyó kis vízhozamára egyes időszakokban.
2. Dák vagy trák eredet:   Egyes nyelvészek szerint a név még régebbi, dák vagy trák gyökerekhez nyúl vissza, de ezt a nézetet kevés nyelvészeti bizonyíték támasztja alá.
3. Magyar párhuzam:  A magyar nyelvben nem alakult ki külön névváltozat, így ma is a Suceava név használatos. Régi magyar forrásokban ritkán a „Szucsáva” alak is előfordult. Egyes történelmi térképeken „Suchawa” alakban is szerepel, ami a német és lengyel átírásokat tükrözi.

## Földrajz
Románia északkeleti részén helyezkedik el. Területe 8553 km², ezzel az ország második legnagyobb megyéje. Szomszédai északon Ukrajna, keleten Botoșani megye, délkeleten Iași megye, délen Neamț, Hargita és Maros megye, nyugaton Beszterce-Naszód és Máramaros megye.
A nyugati részen a Keleti-Kárpátok északi vonulatának hegyei találhatók: Radnai-havasok, Ráró-hegység, Gyamaló-hegység, Kelemen-havasok és a Bukovinai-Obcsinák. A megye legmagasabb pontja a Pietrosz (2102 m). Ettől keletre a Suceavai-dombvidék található, melynek átlagos magassága 400 méter, a fennsík és az Obcsinák érintkezési vonalán a Rădăuți- és Baia-medencék ékelődnek be. Legfontosabb folyói: Szeret, Szucsáva, Șomuzu Mare, Moldova, Moldva, Beszterce.
Jelentősebb ásványkincsei: mangán, réz, kén, barit, uránérc. Területének több mint felét (4419,7 négyzetkilométer) erdők borítják.

## Népesség
Az 1930 és 2011 közötti népszámlálások során az alábbi lakosságszámokat jegyezték fel:
| Lakosok száma | 472 111 | 439 751 | 507 674 | 572 781 | 633 899 | 701 830 | 688 435 | 634 810 | 642 551 |
|               | 1930    | 1948    | 1956    | 1966    | 1977    | 1992    | 2002    | 2011    | 2021    |

A 2011-es népszámláláskor a 634 810 lakos 92,7%-a román, 1,9%-a roma, 0,9%-a ukrán, 0,3%-a lengyel illetve 0,3%-a lipován volt. Magyar és csángó nemzetiségűnek összesen 191 fő vallotta magát (0,03%). A városokban a népesség 41,3%-a élt. A bukovinai székelyek nagy része elköltözött a megyéből. Az 1930-as népszámláláskor még 11 333 -an, 2002-ben népszámláláskor már csak 368-an vallották magukat magyar nemzetiségűnek.

## Gazdaság
2016-ban a megye összes árbevételének 4%-a a mezőgazdaságból, 40,5%-a az iparból és 55%-a szolgáltatásokból származott. Fontosabb iparágak: élelmiszeripar, faipar, gépipar, építőanyagipar, textilipar, színesfém-bányászat.
Főbb mezőgazdasági terményei a burgonya, kukorica, búza, rozs, takarmányrépa, cukorrépa. A hegyvidéken elterjedt a szarvasmarha-, sertés-, juh- és lótenyésztés. A megyszékhelyen található az ország egyedüli génbankja.

## Települések
Suceava megyében 5 municípium, 11 város, 98 község és 379 falu van.
MunicípiumokSzucsáva (Suceava, megyeszékhely), Falticsén (Fălticeni), Radóc (Rădăuți), Moldvahosszúmező (Câmpulung Moldovenesc), Dornavátra (Vatra Dornei)
VárosokGura Humorului, Siret (Szeretvásár), Szolka, Broșteni, Cajvana, Dolhasca, Frasin, Liteni, Milișăuți, Salcea, Vicovu de Sus
KözségekAdâncata, Arbore, Moldvabánya (Baia), Bălăceana, Laudonfalva (Bălcăuți), Berchișești, Bilca, Bogdănești, Boroaia, Bosanci, Botoșana, Breaza, Brodina, Bunești, Burla, Calafindești, Capu Câmpului, Ciocănești, Ciprian Porumbescu, Comănești, Cornu Luncii, Crucea, Dărmănești, Dolhești, Dorna-Arini, Dorna Candrenilor, Hadikfalva (Dornești), Drăgoiești, Drăgușeni, Dombrovén (Dumbrăveni), Fântâna Mare, Fântânele, Forăști, Frătăuții Noi, Frătăuții Vechi, Frumosu, Fundu Moldovei, Gălănești, Grămești, Hănțești, Hârtop, Horodnic de Jos, Horodnic de Sus, Horodniceni, Iacobeni, Iaslovăț, Ilișești, Ipotești, Izvoarele Sucevei, Kacsika (Cacica), Kosna (Coșna), Krincsest (Grănicești), Mălini, Mănăstirea Humorului, Marginea, Mitók  (Mitocu Dragomirnei), Moara, Moldova-Sulița, Moldovița, Mușenița, Ostra, Păltinoasa, Panaci, Pârteștii de Jos, Pătrăuți, Poiana Stampei, Poieni-Solca, Pojanatelep (Podu Coşnei), Pojorâta, Preutești, Putna, Rădășeni, Radnalajosfalva (Cârlibaba Nouă), Râșca, Sadova, Satu Mare, Simnicea, Slatina, Straja, Stroiești, Stulpicani, Sucevița, Șaru Dornei, Șcheia, Șerbăuți, Todirești, Udești, Ulma, Vadu Moldovei, Valea Moldovei, Vama, Vatra Moldoviței, Verești, Vicovu de Jos, Voitinel, Volovăț, Vulturești, Zamostea, Zvoriștea

## Turizmus

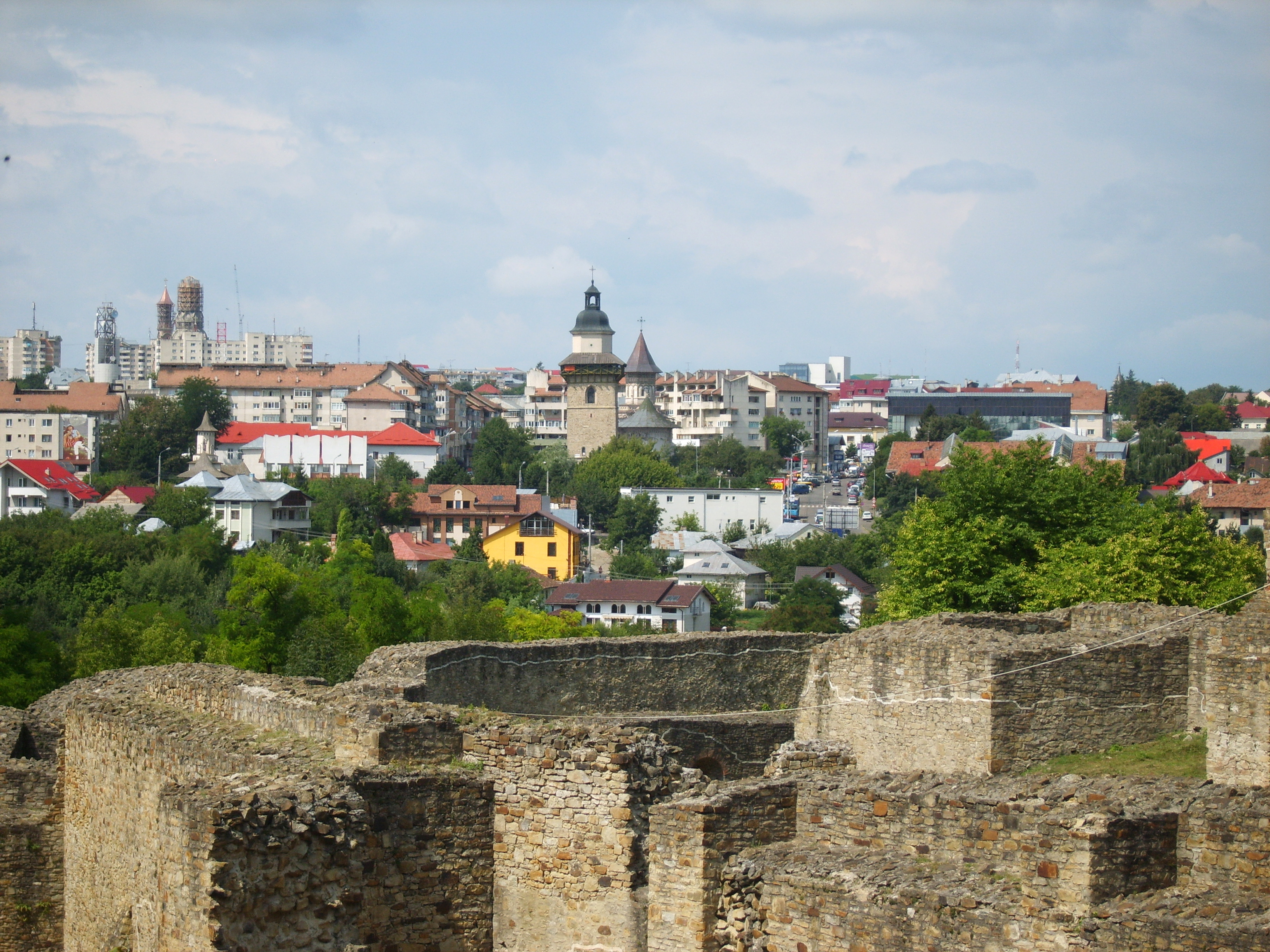
Szucsáva, a székhely
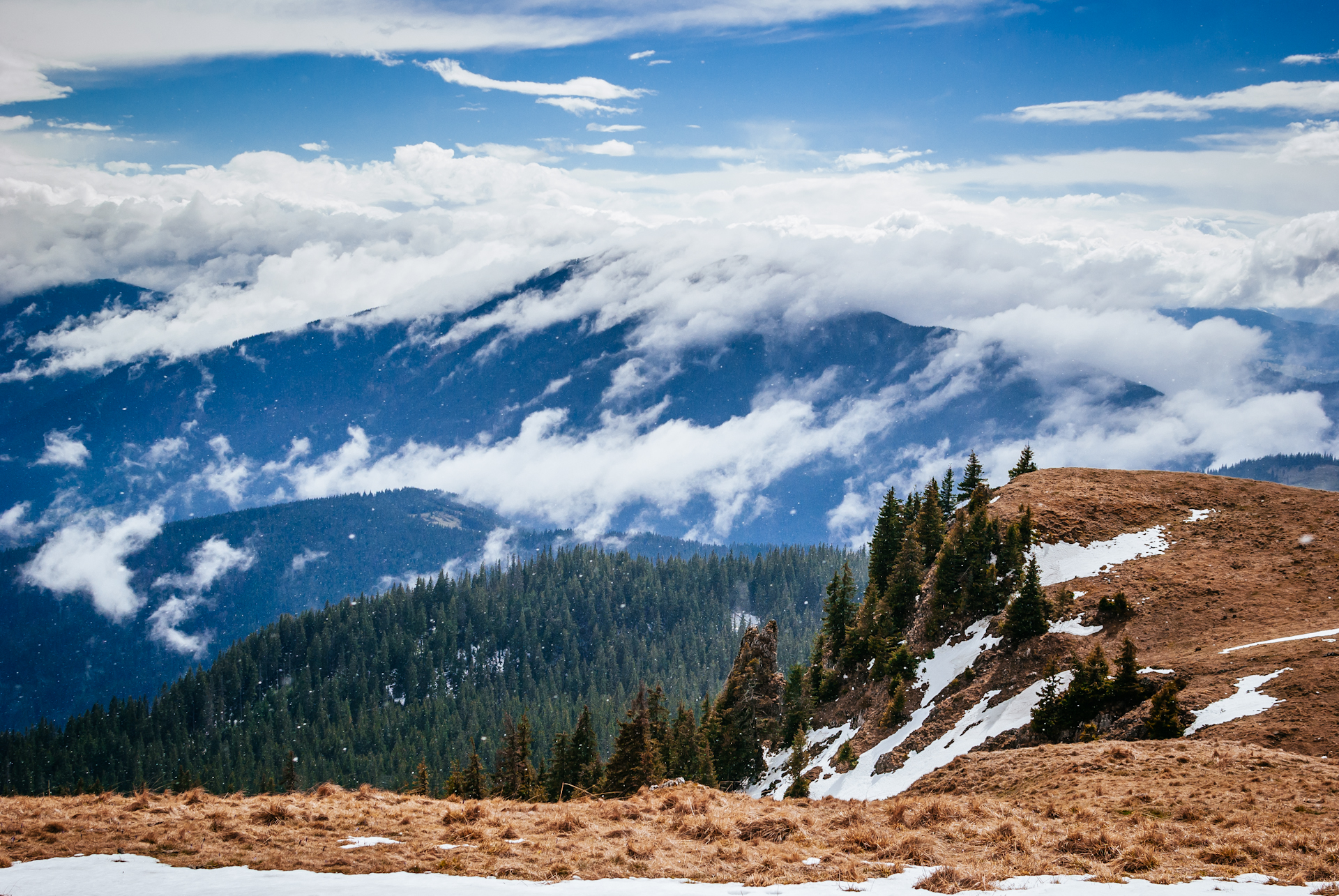
A Pietrosul Bistriței-csúcs
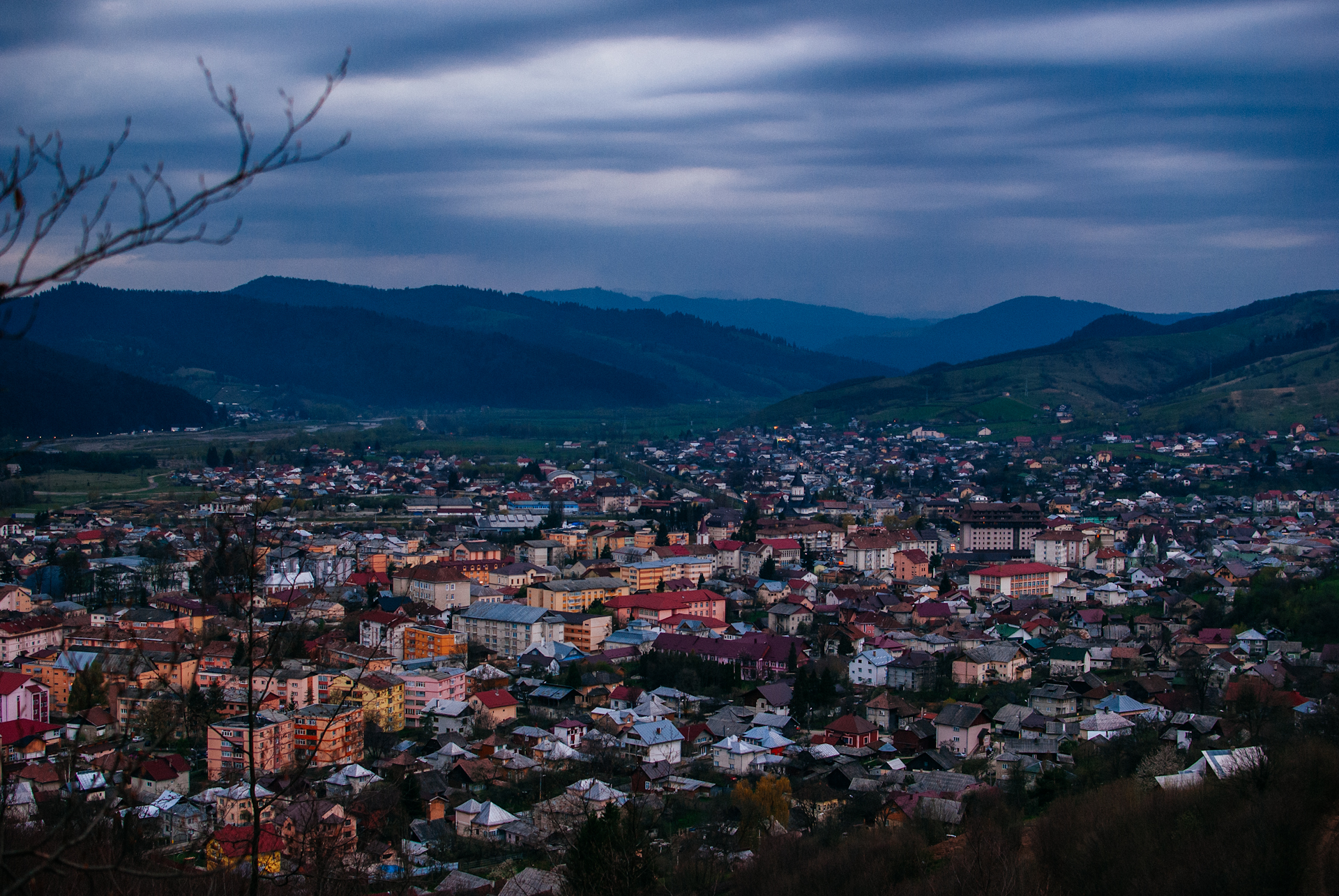
Gura Humorului városa
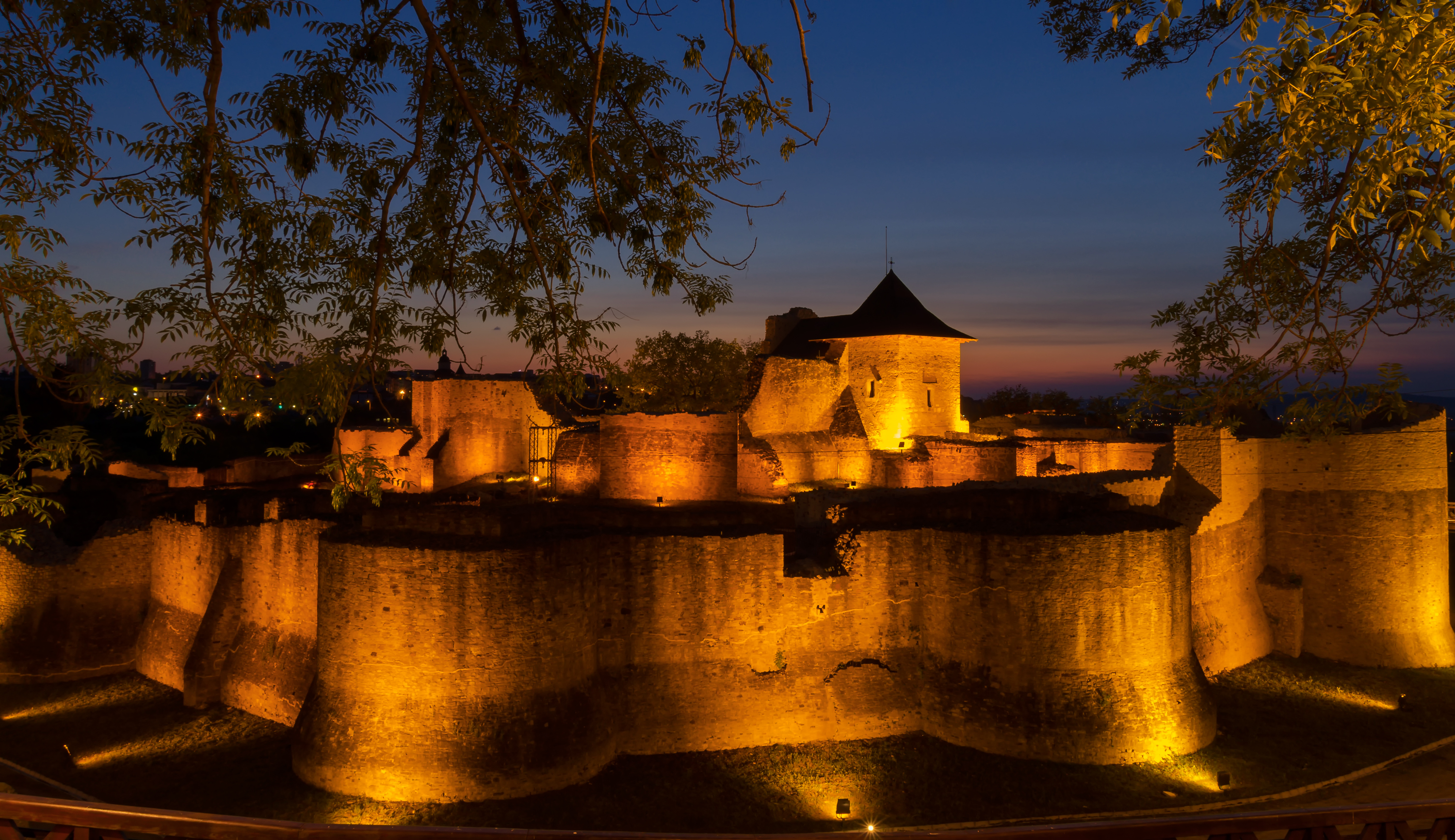
Szucsáva középkori erődje
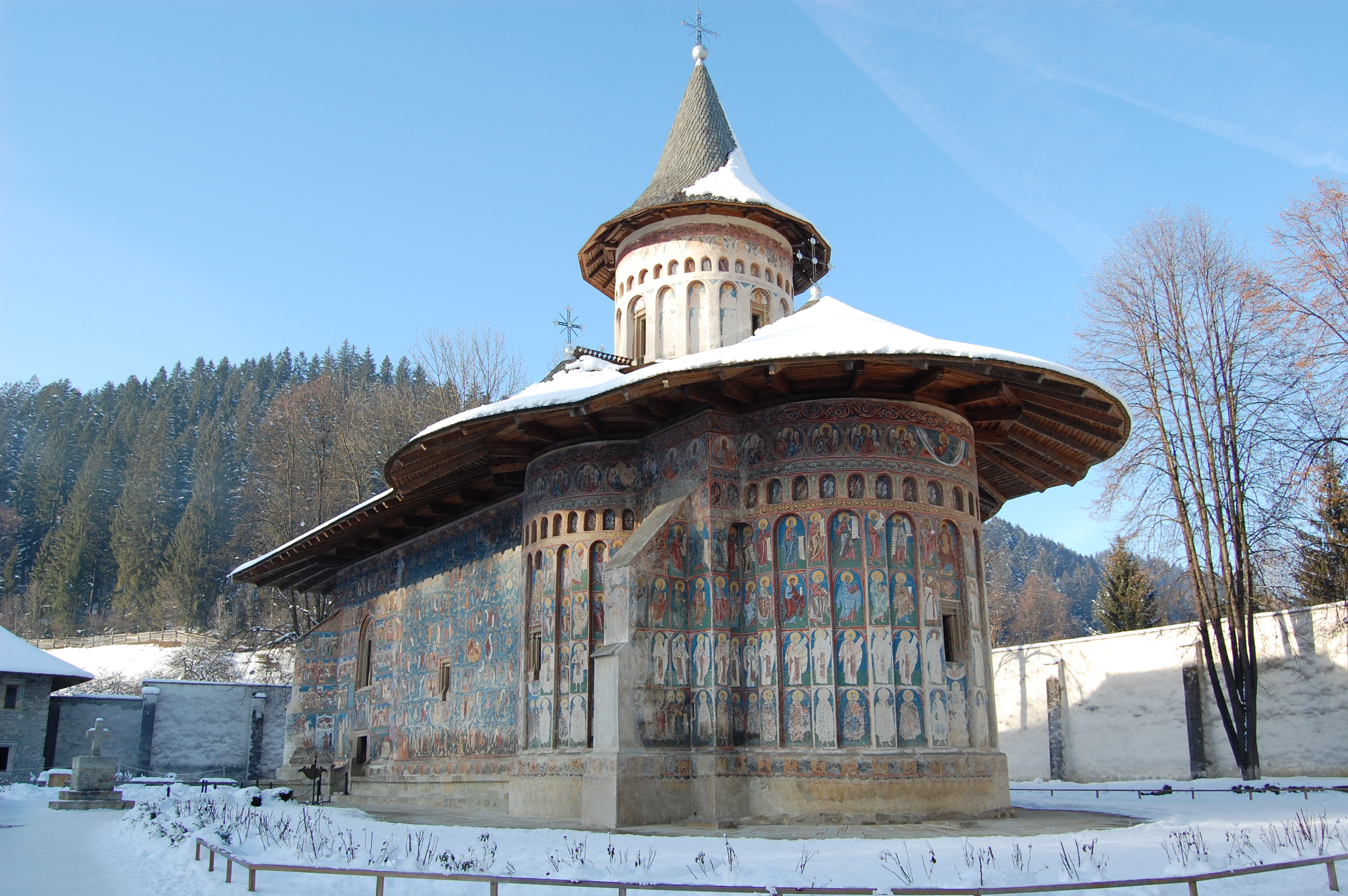
A voroneți kolostor